# Dušan Popov

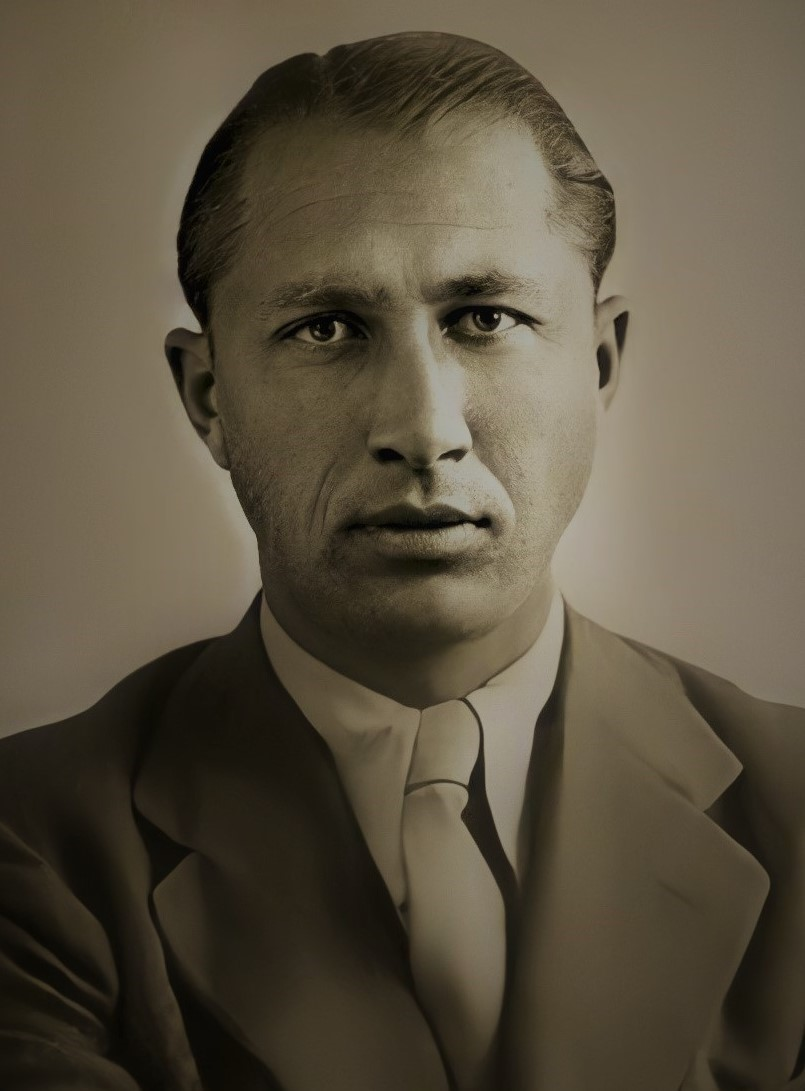
Duško Popov (1941)

Dušan „Duško“ Popov (serbisch-kyrillisch Душко Попов; * 10. Juli 1912 in Titel, Österreich-Ungarn; † 18. August 1981 in Opio, Frankreich) war ein jugoslawischer Spion und Doppelagent, der während des Zweiten Weltkriegs als Mitglied des MI6 und der Abwehr tätig war. Als Agent der jugoslawischen Exilregierung in London leitete er im Rahmen des Double-Cross-Systems Desinformationen an Deutschland weiter. Zu den Täuschungsmanövern, an denen er beteiligt war, gehörte die Operation Fortitude, mit der die deutschen Militärplaner davon überzeugt werden sollten, dass die alliierte Invasion in Europa in Calais und nicht in der Normandie stattfinden würde, um so Hunderttausende von deutschen Soldaten abzulenken, was entscheidend war, um der Operation Overlord zum Erfolg zu verhelfen. Neben dem MI6 und der Abwehr unterstand er auch dem jugoslawischen Geheimdienst, der ihm den Codenamen Duško gab. Seine deutschen Vorgesetzten nannten ihn Ivan. Der britische MI5 gab ihm den Codenamen Tricycle, weil er der Kopf einer Gruppe von drei Doppelagenten war.
Popov war auch für seinen flamboyanten Lebensstil bekannt, mit Beziehungen zu Frauen wie der französischen Schauspielerin Simone Simon. Er diente für den britischen Schriftsteller Ian Fleming deshalb als Inspiration für die fiktive Figur des britischen Geheimagenten James Bond.

## Frühes Leben
Popov wurde 1912 in der Region Vojvodina geboren, die damals zu Österreich-Ungarn gehörte. Seine Eltern waren die ethnischen Serben Milorad und Zora Popov, er hatte einen älteren Bruder namens Ivan („Ivo“) (der ebenfalls Geheimagent wurde und den Codenamen Dreadnought trug) und einen jüngeren Bruder namens Vladan. Die Familie war äußerst wohlhabend und verdankte ihr Vermögen Popovs Großvater väterlicherseits, Omer, einem wohlhabenden Bankier und Industriellen, der eine Reihe von Fabriken, Bergwerken und Einzelhandelsgeschäften gegründet hatte. Popovs Vater erweiterte die Geschäfte der Familie um Immobilien. Als Popov noch ein Kleinkind war, verließ die Familie seinen Geburtsort Titel und zog dauerhaft in ihre Sommerresidenz in Dubrovnik, wo sie einen Großteil des Jahres verbrachten. Sie besaßen auch ein Landgut in Belgrad, wo sie die Wintermonate verbrachten. In seiner Kindheit erlebte Popov den Zusammenbruch von Österreich-Ungarn nach dem Ende des Ersten Weltkriegs und die Gründung des Königreich Jugoslawien, was mit Spannungen zwischen den Volksgruppen auf dem Balkan verbunden war. Durch ihren Wohlstand war die Familie Popov allerdings von den politischen Unruhen im Land nur wenig betroffen. Sie genossen einen luxuriösen Lebensstil mit eigenen Bediensteten und zahlreichen Fernreisen.
Popovs Vater verwöhnte seine Söhne und baute ihnen eine geräumige Villa an der Adriaküste, in der sie ihre Freunde unterhalten und teure Partys veranstalten konnten. Er bestand auch darauf, dass sie eine gute Ausbildung erhielten. Neben seiner serbischen Muttersprache sprach Popov im Teenageralter bereits fließend Italienisch, Deutsch und Französisch. Er besuchte im Alter von 12 bis 16 Jahren ein Lycée in Paris. Im Jahr 1929 meldete Popovs Vater ihn in Ewell Castle an, einer angesehenen Vorbereitungsschule in Surrey. Popovs Aufenthalt an dieser Schule erwies sich als kurzlebig. Nach nur vier Monaten wurde er aus disziplinarischen Gründen suspendiert. Popovs Vater meldete ihn daraufhin am Lycée Hoche, einem Gymnasium in Versailles an, das er in den folgenden zwei Jahren besuchte.

## Studienzeit
Im Alter von 18 Jahren schrieb sich Popov an der Universität Belgrad ein, um einen Abschluss in Rechtswissenschaften zu machen. In den folgenden vier Jahren wurde er in den Belgrader Cafés und Nachtclubs ein bekanntes Gesicht und erwarb einen Ruf als Frauenschwarm. 1934 schrieb sich Popov an der Albert-Ludwigs-Universität in Freiburg im Breisgau ein, um einen Doktorgrad in Jura zu erwerben. Er hatte sich für Freiburg entschieden, weil es relativ nah an seinem Heimatland lag und er seine Deutschkenntnisse verbessern wollte. Adolf Hitler hatte in Deutschland kurz zuvor die Macht übernommen und mit der Verfolgung politischer Gegner begonnen, zu dieser Zeit interessierte sich Popov allerdings noch relativ wenig für Politik.
Im Herbst 1935 nahm Popov sein Studium in Freiburg auf, und in den folgenden Monaten begann er, sich stärker für Politik zu interessieren und seine politischen Ansichten zu äußern. Etwa zur gleichen Zeit freundete er sich mit einem Kommilitonen an, Johnny Jebsen, dem Sohn eines deutschen Schifffahrtsmagnaten. Die beiden kamen sich näher, was vor allem an ihrem ähnlichen Lebensstil und ihrem gemeinsamen Interesse an Sportwagen lag.
In den Jahren 1936/37 begann Popov, an Debatten der Universität im Ausländerclub teilzunehmen, die jeden zweiten Freitagabend stattfanden. Er war enttäuscht, dass viele ausländische Studenten sich von den dort vorgetragenen pro-nationalsozialistischen Argumenten beeinflussen ließen. Popov fand heraus, dass es sich bei den deutschen Debattierern um handverlesene Parteimitglieder handelte, die das Thema jeder Debatte im Voraus auswählten und die Argumente der Nazis mit Nachdruck einstudierten. In den Debatten sprach sich Popov gegen die nationalsozialistische Ideologie aus und schrieb auch Artikel in der Belgrader Zeitung Politika, in denen er seine Verachtung für sie zum Ausdruck brachte.
Im Sommer 1937 schloss Popov seine Doktorarbeit ab und beschloss, zur Feier des Tages eine Reise nach Paris anzutreten. Bevor er abreisen konnte, wurde er von der Gestapo verhaftet, die ihm seine kritischen politischen Äußerungen vorwarf und ihn verdächtigte, ein Kommunist zu sein. Als Jebsen die Nachricht von der Verhaftung seines Freundes erhielt, rief er Popovs Vater an und informierte ihn über den Vorfall. Popovs Vater kontaktierte den jugoslawischen Premierminister Milan Stojadinović, der die Angelegenheit bei Hermann Göring zur Sprache brachte, und nach acht Tagen Gefangenschaft wurde Popov freigelassen. Er musste Deutschland verlassen und nahm einen Zug in die Schweiz. Er kam in Basel an und traf hier auf seinen Freund Jebsen. Dieser informierte Popov über die Rolle, die er bei seiner Freilassung gespielt hatte. Popov bedankte sich und versprach Jebsen, er brauche ihn nur zu fragen, wenn er jemals Hilfe brauche.

## Zweiter Weltkrieg

### Tätigkeit als Doppelagent in London und Portugal

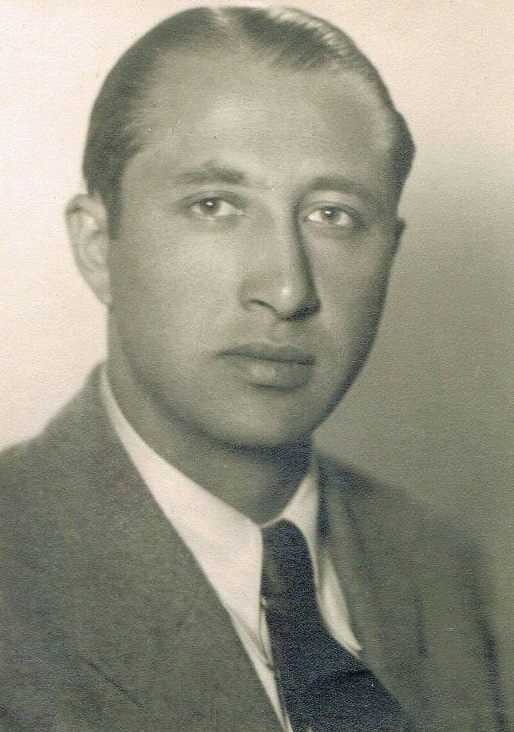
Foto von Popov (1940)

Nach seiner Rückkehr nach Dubrovnik im Herbst 1937 begann Popov als Anwalt zu arbeiten. Im Februar 1940 erhielt er eine Nachricht von Jebsen, der ihn bat, ihn in einem Hotel in Belgrad zu treffen. Er erzählte Popov, dass er nach seinem Studium in Freiburg in das Schifffahrtsunternehmen seiner Familie eingestiegen war und erklärte, dass er eine jugoslawische Schifffahrtslizenz benötigte, um die Seeblockade der Alliierten in Triest zu umgehen. Popov erklärte sich bereit, Jebsen zu helfen, und dieser reiste zurück nach Berlin, um die erforderlichen Unterlagen zu besorgen. Zwei Wochen später kehrte Jebsen nach Belgrad zurück und teilte Popov mit, dass er in die Abwehr, den militärischen Nachrichtendienst Deutschlands, eingetreten sei. Er erzählte Popov, dass er sich der Abwehr angeschlossen hatte, um der Einberufung in die Wehrmacht zu entgehen. Jebsen überredete Popov, ebenfalls für die Deutschen zu spionieren und sich der Abwehr anzuschließen.
Popov informierte Clement Hope, einen Passkontrollbeamten des britischen Konsulats in Jugoslawien, über seine Situation und bot seine Dienste den Briten an. Hope meldete Popov als Doppelagent mit dem Codenamen Scoot an (später war er seinem Betreuer als Tricycle bekannt) und riet ihm, mit Jebsen zusammenzuarbeiten. Nachdem er als Doppelagent akzeptiert worden war, zog Popov nach London, wo er sich als Geschäftsmann für Import und Export ausgab. Unter dieser Tarnidentität wurde er im Sommer 1941 in das neutrale Portugal geschickt, das während des Kriegs ein Zentrum der gegenseitigen Spionage war. Popov nutzte seine Tarnstellung, um seinen Abteilungsleitern in Portugal regelmäßig Bericht zu erstatten. Popov versorgte die Deutschen mit genügend vom MI6 genehmigten Informationen, um sie bei Laune zu halten und wurde für seine Dienste gut bezahlt. Die ihm erteilten Aufträge waren für die Briten von großem Wert, da sie halfen, die Pläne und Denkweisen des Feindes einschätzen zu können.

### Tätigkeit in den USA
Die Deutschen waren so zufrieden mit Popov, dass sie ihn beförderten. Er wurde deshalb von den Deutschen in die USA geschickt, wo er ein Spionagenetz aufbauen sollte. Dabei sollte er auch Informationen über den Hafen von Pearl Harbor in Hawaii sammeln, die die Deutschen an die Japaner weitergeben wollten. Popov erfuhr dadurch über die Angriffspläne der Japaner und informiert den FBI-Chef J. Edgar Hoover. Der erzkonservative Hoover misstraute allerdings dem Lebemann und Doppelagenten Popov und ignorierte seine Warnungen. Wenige Monate später erfolgte der Angriff auf Pearl Harbor. Als Hoover entdeckte, dass Popov mit einer jungen Frau in einem Cabrio von dem Bundesstaat New York nach Florida gefahren war, drohte er ihm mit der Verhaftung nach dem Mann Act, falls er die USA nicht sofort verlasse. Erst 1972 kam Hoovers Versagen und sein Wissen von der kommenden Attacke auf Pearl Harbour heraus, da er diese Episode gegenüber Präsident Franklin D. Roosevelt später verheimlichte.

### Operation Fortitude
1943 nahm sein alter Freund Jebsen Kontakt zu ihm auf und bot sich nun auch als britischer Doppelagent an. 1944 war Popov gemeinsam mit Jebsen maßgeblich an der Täuschungsoperation mit dem Codenamen Fortitude beteiligt. Zum Zeitpunkt der Operation hielten sie sich in Portugal auf. Als Jebsen von der Gestapo in Lissabon verhaftet wurde, befürchteten die Briten, dass Popov kompromittiert worden war und gaben ihm keine wichtigen Informationen mehr, die er an die Deutschen weitergeben konnte. Später stellte sich heraus, dass die Abwehr Popov immer noch als Aktivposten betrachtete, und er wurde von den Briten wieder eingesetzt. Der Tod von Jebsen nach seiner Enttarnung durch die Nazis hatte eine tiefe emotionale Wirkung auf Popov. Jebsen verriet seinen Partner allerdings nicht und Popov blieb bis zum Ende des Krieges unbehelligt.

## Späteres Leben
1972 veröffentlichte John Cecil Masterman das Buch The Double Cross System in the War of 1939 to 1945, eine detaillierte Darstellung der britischen militärischen Täuschungsmanöver der Kriegszeit. Vor der Veröffentlichung hatte Popov nicht die Absicht, seine Aktivitäten während des Krieges offenzulegen, da er glaubte, der MI6 würde dies nicht zulassen. Mastermans Buch überzeugte Popov, dass es an der Zeit war, seine Taten öffentlich zu machen. Im Jahr 1974 veröffentlichte Popov eine Autobiografie mit dem Titel Spy/Counterspy.
Anfang der 1980er Jahre hatten das jahrelange Kettenrauchen und der starke Alkoholkonsum Popovs Gesundheit geschädigt. Er starb am 10. August 1981 in Südfrankreich im Alter von 69 Jahren. Kurz nach Popovs Tod begann der MI6 mit der Freigabe von Dokumenten, die sich auf alliierte Geheimdienst- und Desinformationsaktivitäten während des Krieges bezogen, und viele von Popovs Behauptungen bestätigten.

## Rezeption
Duško Popov gilt als eine der Hauptinspirationen für die James-Bond-Romane von Ian Fleming. Fleming traf Popov 1941 im Casino Estoril in Portugal, wo dieser mit einem Einsatz von 50.000 US-Dollar spielte. Dies inspirierte Fleming zu seinem Roman Casino Royale, der 2006 verfilmt wurde. Der Deckname von Popovs Mission in Portugal war „Goldeneye“.
Popov war auch Gegenstand mehrerer Biografien, darunte Codename Tricycle (2004) und Into the Lion's Mouth (2016).

## Privatleben
Popov war als Partylöwe bekannt und soll zahlreiche Affären mit Damen der High Society gehabt haben. Er war von 1946 bis 1961 mit Janine Ducasse und von 1962 bis zu seinem Tod mit Jill Jonsson verheiratet und hatte vier Kinder. Seine Familie erfuhr von seiner Tätigkeit als Spion erst in den 1970er Jahren.

## Werke
- Dusko Popov: Spy/Counterspy. Grosset & Dunlap, New York 1974, ISBN 978-0-448-11606-8 (archive.org).